# Olexandr Kliuchko
Olexandr Myjailovych Kliuchko –en ucraniano, Олександр Михайлович Ключко– (Mikolaiv, URSS, 11 de julio de 1984) es un deportista ucraniano que compitió en boxeo.
Ganó dos medallas de bronce en el Campeonato Europeo de Boxeo Aficionado, en los años 2006 y 2010.

## Palmarés internacional
| Campeonato Europeo | Campeonato Europeo | Campeonato Europeo | Campeonato Europeo |
| Año                | Lugar              | Medalla            | Categoría          |
| ------------------ | ------------------ | ------------------ | ------------------ |
| 2006               | Plovdiv (Bulgaria) | Medalla de bronce  | 60 kg              |
| 2010               | Moscú (Rusia)      | Medalla de bronce  | 64 kg              |